# Intel Core i5
Intel Core i5 är en processorfamilj från Intel och utgör mellanklassegmentet bland deras konsumentprocessorer. Alla Core i5-processorer har 4 eller 6 kärnor samt 4 respektive 6 trådar. Alla Core i5-processorer har precis som Core i7-processorer Turbo Boost.

## Generationer

### Nehalem
Den första generationen Intel Core i5 baserades på Nehalemarkitekturen. Core i5 tillhör Nehalemgenerationens mellanklass och placerar sig emellan systerfamiljerna Core i7 och Core i3. De första processorerna lanserades den 7 januari 2010.

### Sandy Bridge
Under 2011 lanserade Intel den andra generationen Core-processorer med en ny arkitektur som benämndes Sandy Bridge. I5-processorer från denna generation har, precis som senare generationer, ett fyrsiffrigt modellnummer, ibland även med en bokstav på slutet. Bokstaven K innebär att processorn enkelt kan överklockas (med rätt moderkort), bokstaven S att processorn har en TDP på 65 W, och T att den har en TDP på 35–45 W.

### Ivy Bridge
Ivy Bridge är baserad på Sandy Bridge, och den största förändringen är att processorerna nu tillverkas med 22 nm -transistorer jämfört med de tidigare generationernas 32 nm. Detta medför lägre strömförbrukning.

### Haswell
Haswell lanserades i mitten av 2013, och medförde bland annat stöd för fler instruktionstillägg för x86-arkitekturen, och en snabbare integrerad grafikprocessor.

### Broadwell
I Broadwell-generationen släpptes främst processorer för mobila enheter. Broadwell, som är baserad på Haswell, tillverkas på 14 nm -transistorer, vilket precis som med Ivy Bridge främst medför lägre strömförbrukning.

### Skylake
Skylake-processorer är den första generationen där konsumentprocessorerna har stöd för DDR4 RAM. De lanserades i slutet av 2015.

### Kaby Lake
Kaby Lake släpptes i början av 2017, samtidigt som nya chipset till 1151-sockeln som även används av Skylake hos stationära datorer. Kaby Lake-processorer kommer med högre frekvenser än deras Skylake-motsvarigheter, och inkluderar lite bättre grafikprocessor, och har stöd för Intel Optane-caches.